# Sekretyna
Sekretyna (ATC: V04 CK01) – peptydowy hormon tkankowy pełniący funkcję żołądkowo-jelitowego czynnika regulacyjnego. Wydzielana jest przez błonę śluzową jelita cienkiego, głównie dwunastnicy pod wpływem kwaśnego pH treści żołądkowej, jaka dociera do dwunastnicy.
Sekretyna wpływa na:
- wzrost wydzielania przez trzustkę soku trzustkowego[1][3] o dużej zawartości wodorowęglanów[3];
- zwiększenie wydzielania żółci i soku jelitowego[3];
- hamowanie perystaltyki żołądka[3].

Hormon ten po raz pierwszy został zbadany w 1905 roku przez Ernesta Starlinga.